# Charles Farrar Browne
Charles Farrar Browne   (Maine, 26 d'abril de 1834 - Southampton, 6 de març de 1867) va ser un humorista i periodista nord-americà conegut amb el pseudònim d'Artemus Ward.
Va col·laborar en el Carpet a Boston (1852) i posteriorment al Vanity Fair de Nova York. El 1866 es va traslladar a Anglaterra on va col·laborar a Punch. Les seves contribucions i articles es troben recollides en obres com Artemus Ward, His Book (1862). Va escriure High Handed Outrage in Utica i Among the Free Lovers. Va assolir gran popularitat degut al seu enginy i el seu humor excèntric.
Era un dels autors preferits del President dels Estats Units Abraham Lincoln i se'n destaca també la seva influència sobre Mark Twain.